# Línea Aljucén-Cáceres
La línea Aljucén-Cáceres es una línea férrea de 66 kilómetros de longitud que pertenece a la red ferroviaria española. Se trata de una línea de ancho ibérico (1668 mm), no electrificada y en vía única. Inaugurada en 1884, a lo largo de su historia ha pasado por manos de varios operadores. Actualmente el ente Adif es la propietaria de las instalaciones. Según la catalogación de Adif, es la «línea 510».

## Historia
La concesión estatal para la construcción de este ferrocarril había sido concedida ya en 1876, si bien en 1880 fue a parar a manos de la compañía MZA —año en que esta se anexionó a la Compañía de los Caminos de Hierro de Ciudad Real a Badajoz (CRB)—. La construcción sería emprendida por MZA, siendo inaugurada la línea en 1884. Tenía una longitud de 66 km y permitía enlazar la línea Ciudad Real-Badajoz —a través de Aljucén— con Cáceres y la línea Madrid-Valencia de Alcántara. En 1941, con la nacionalización de los ferrocarriles de ancho ibérico, la línea pasó a manos de RENFE. Desde el 1 de enero de 2005 el ente Adif es la titular de las instalaciones ferroviarias mientras que Renfe Operadora explota la línea.

## Estaciones
Esta lista es actualizada periódicamente por un bot usando los contenidos de Wikidata, por lo que cualquier cambio manual se perderá.
| Nombre                      | Municipio | Coordenadas                                                    | Estado               | Wikidata   | Commons                      | Imagen |
| --------------------------- | --------- | -------------------------------------------------------------- | -------------------- | ---------- | ---------------------------- | ------ |
| estación de Cáceres         | Cáceres   | 39°27′37″N 6°23′08″O / 39.460278, -6.385556                    |                      | Q3096340   | Cáceres train station        |        |
| estación de Aljucén         | Mérida    | 38°56′11″N 6°24′28″O / 38.936416666666666, -6.4078888888888885 |                      | Q5845655   |                              |        |
| estación de Aldea del Cano  | Cáceres   | 39°17′34″N 6°22′47″O / 39.292714, -6.379856                    |                      | Q106836018 | Aldea del Cano train station |        |
| estación de El Carrascalejo | Mérida    | 39°03′31″N 6°22′46″O / 39.0585, -6.379388888888889             | demolido o destruido | Q130442083 |                              |        |
| estación de Carmonita       | Carmonita | 39°09′22″N 6°22′00″O / 39.156, -6.366638888888889              | demolido o destruido | Q130442170 |                              |        |